# Vitimopsyche
Vitimopsyche é um gênero extinto de insetos mecópteros que existiu no que atualmente é a China, durante o período Cretáceo. Este gênero contém as espécies Vitimopsyche kozlovi e V. torta.